# Kościół św. Marcina i Jerzego w Martínkovicach
Kościół św. Marcina i Jerzego w Martínkovicach – zabytkowy kościół w miejscowości Martínkovice, położonej w Czechach,  w kraju hradeckim, w Sudetach Środkowych; należy do broumovskiej grupy kościołów.

## Historia
Pierwotnie na wzgórzu, w miejscu świątyni znajdował się kościółek z drewna wzmiankowany w 1384 z murowaną wieżą dobudowaną w 1650. W latach 1692–1698 za panowania opata broumovskiego Thomas Sartorius (1663–1700) przy wieży wzniesiono wczesnobarokowy kościół.  Świątynię na planie prostokąta zaprojektował Martin Allius. Wnętrze jest dziełem malarza Felixa Antona Schefflera. Główny ołtarz ozdabiają  posągi śś.  Szczepana (L) i Wawrzyńca (P) z 1700. Do kościoła, otoczonego cmentarzem, prowadzi brama między kostnicami. Obok pomnik poległych żołnierzy I wojny światowej i zabytkowa barokowa plebania. Cmentarz otaczają stacje drogi krzyżowej.

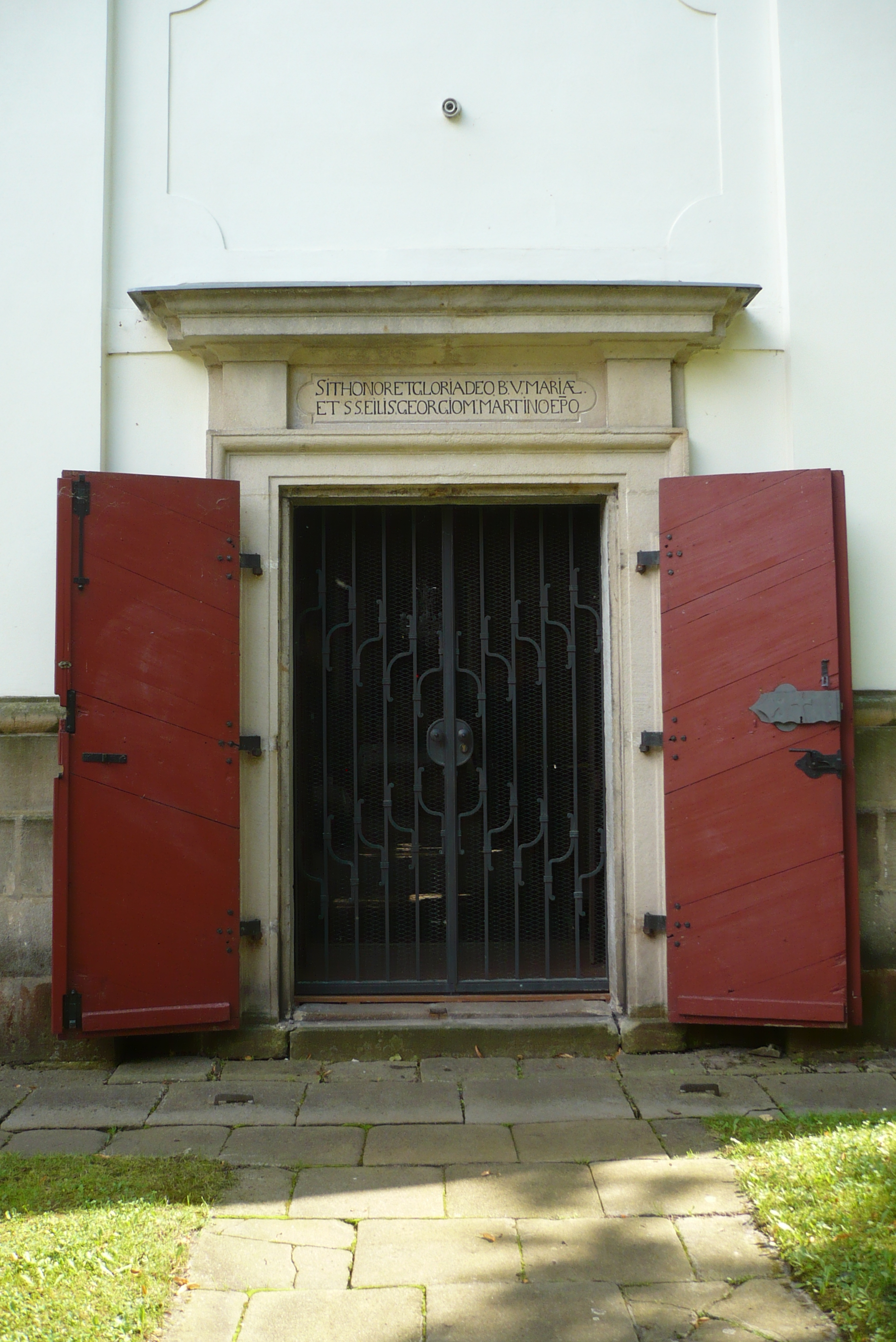
Wejście
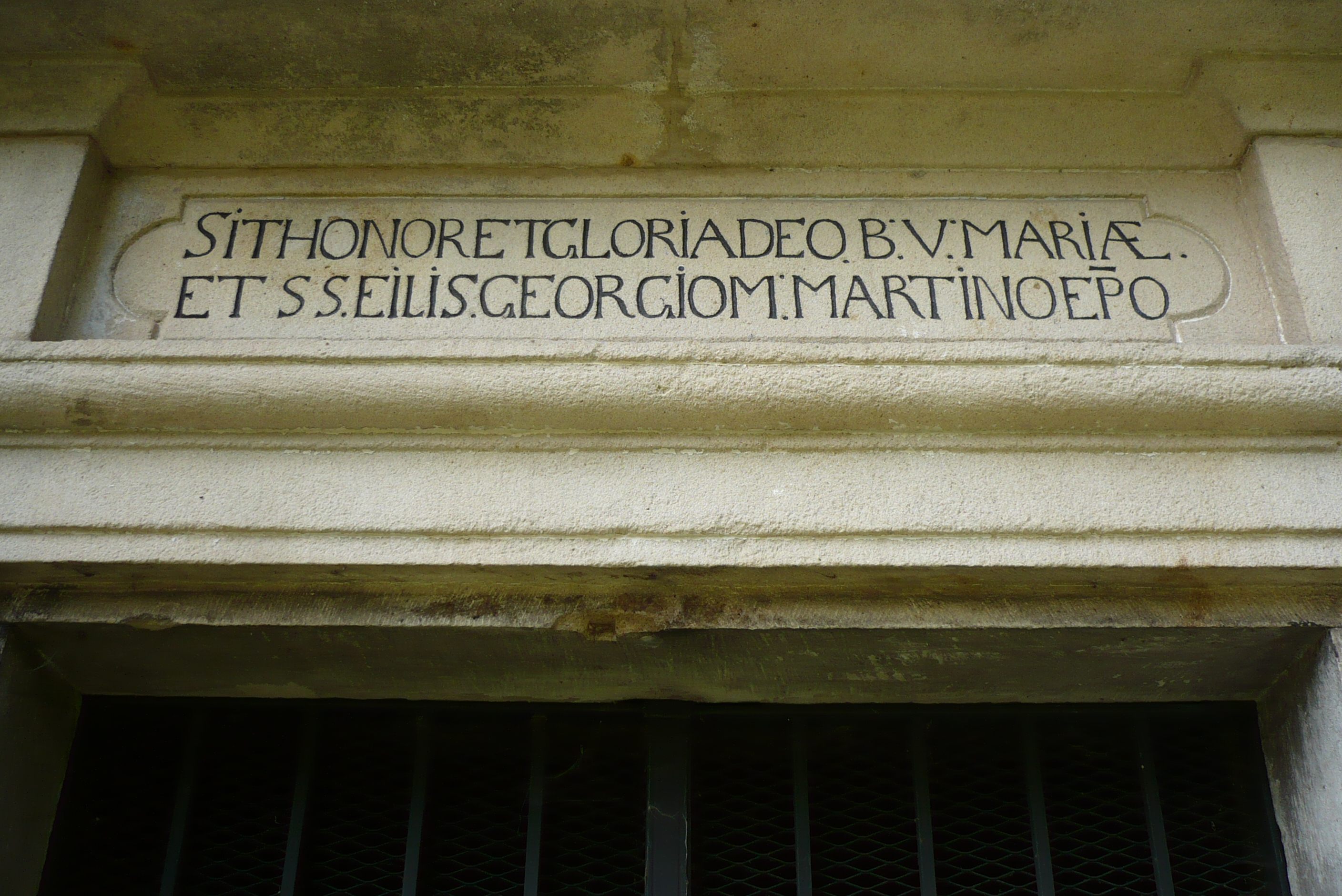
Sentencja
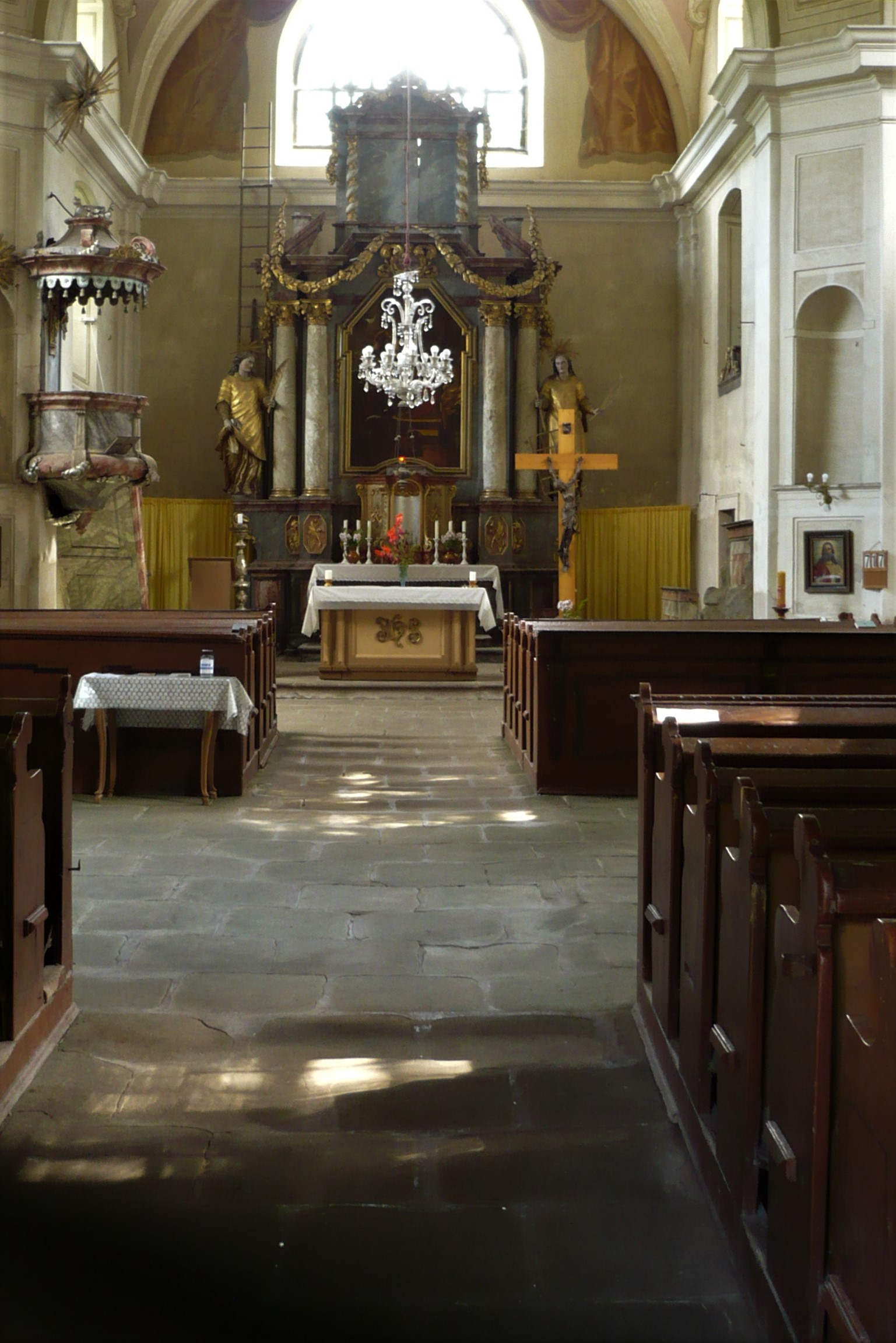
Wnętrze
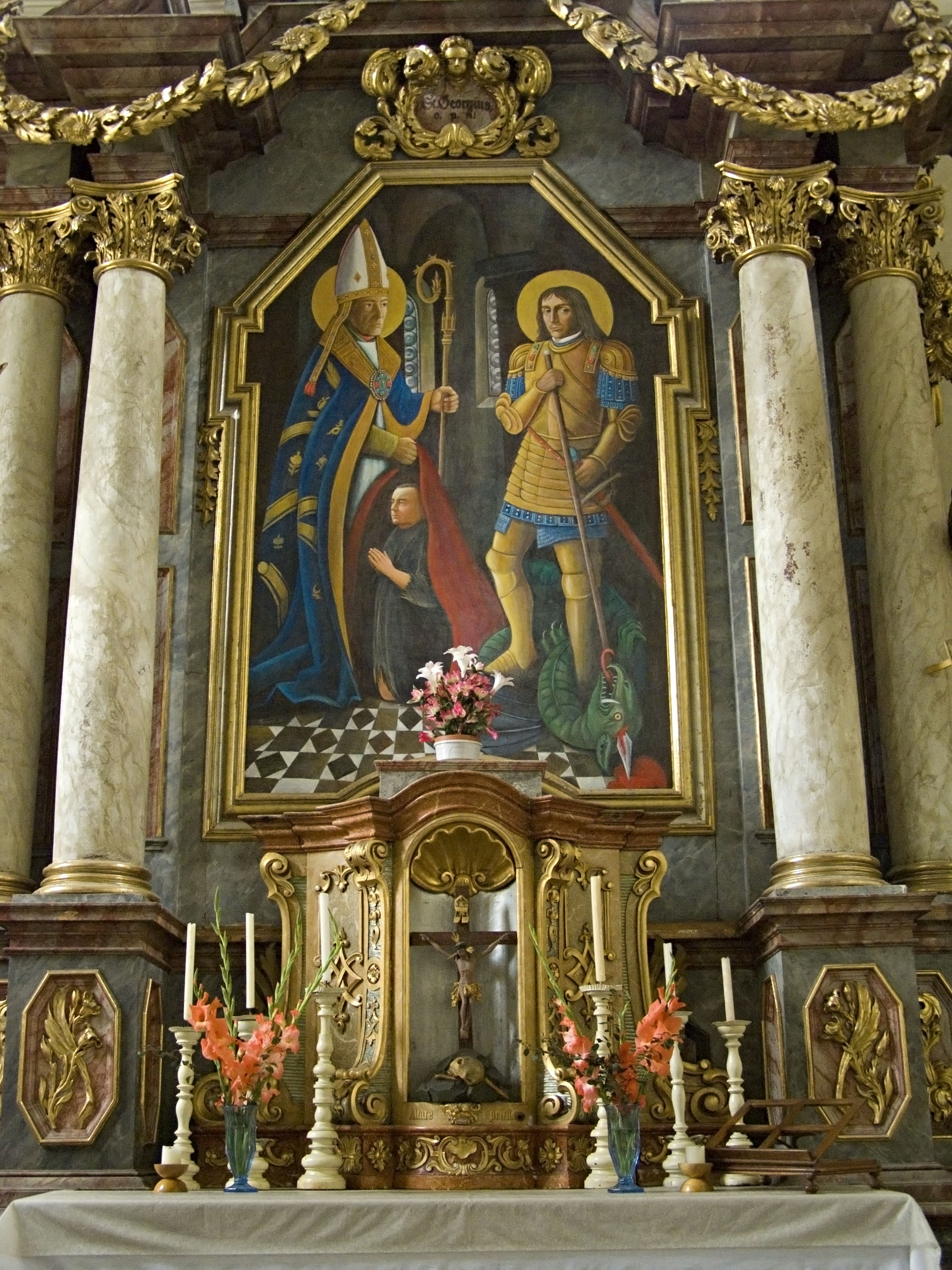
Ołtarz główny. Święci Marcin (l) i Jerzy (p)
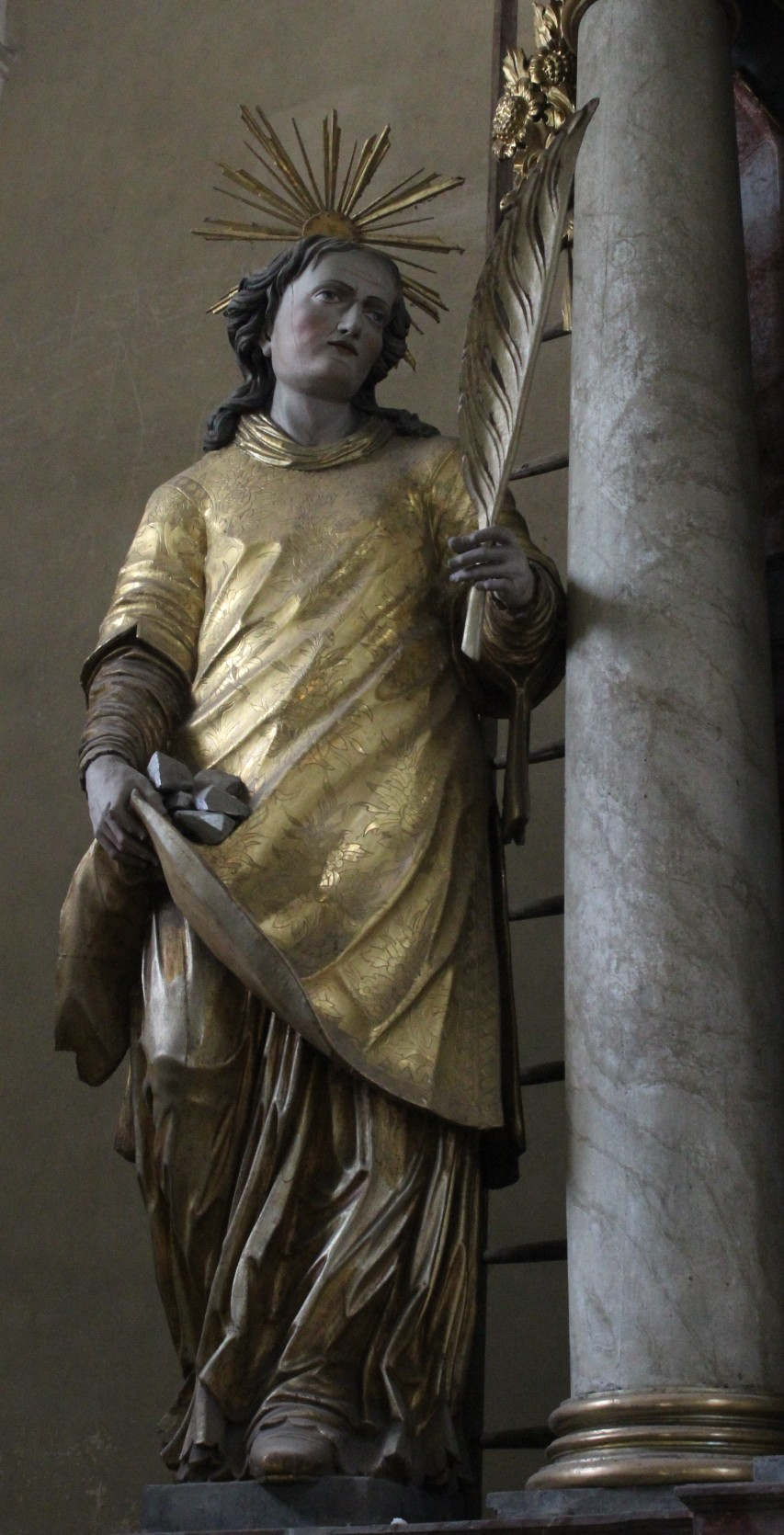
Św. Szczepan
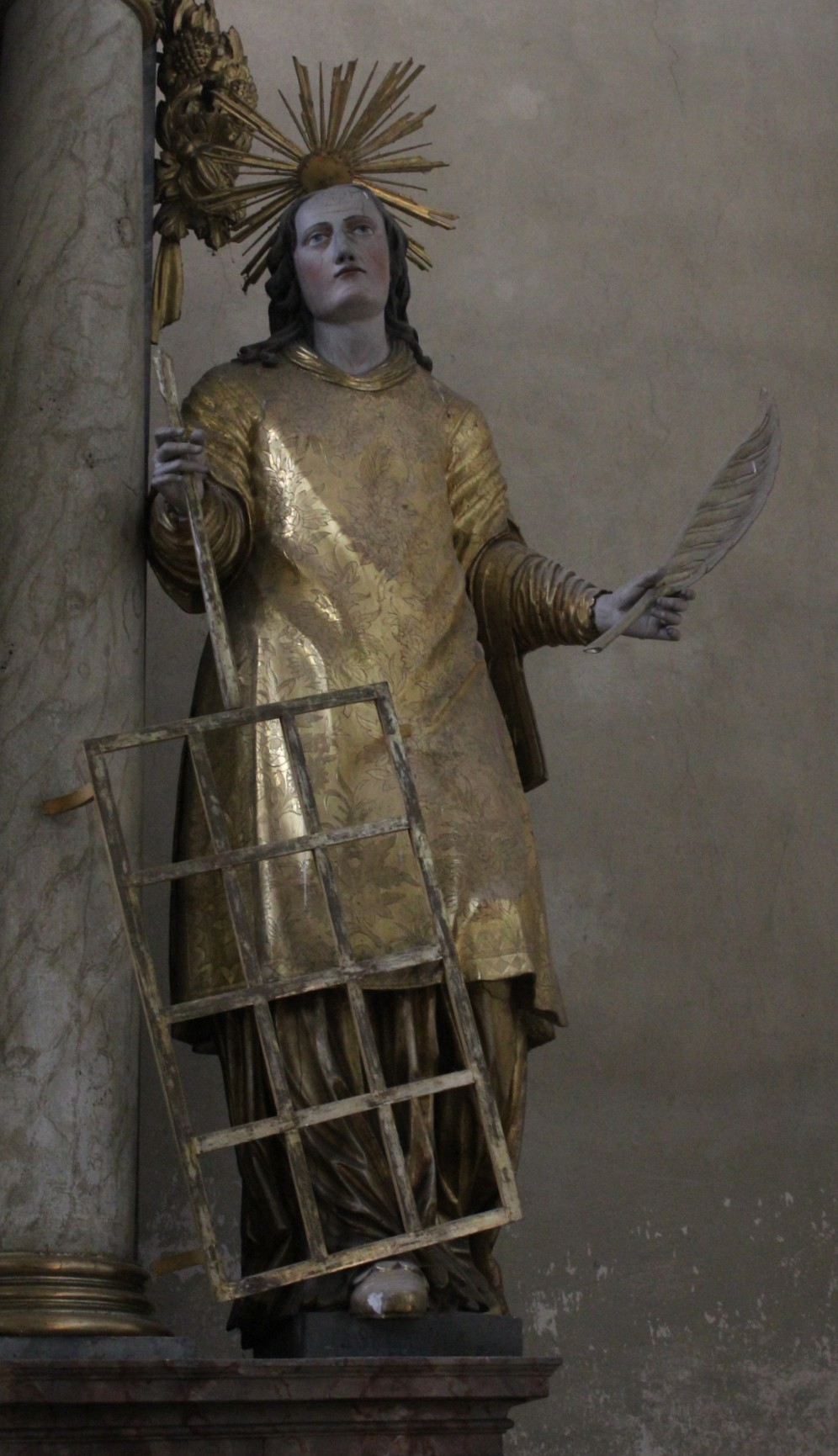
Św. Wawrzyniec
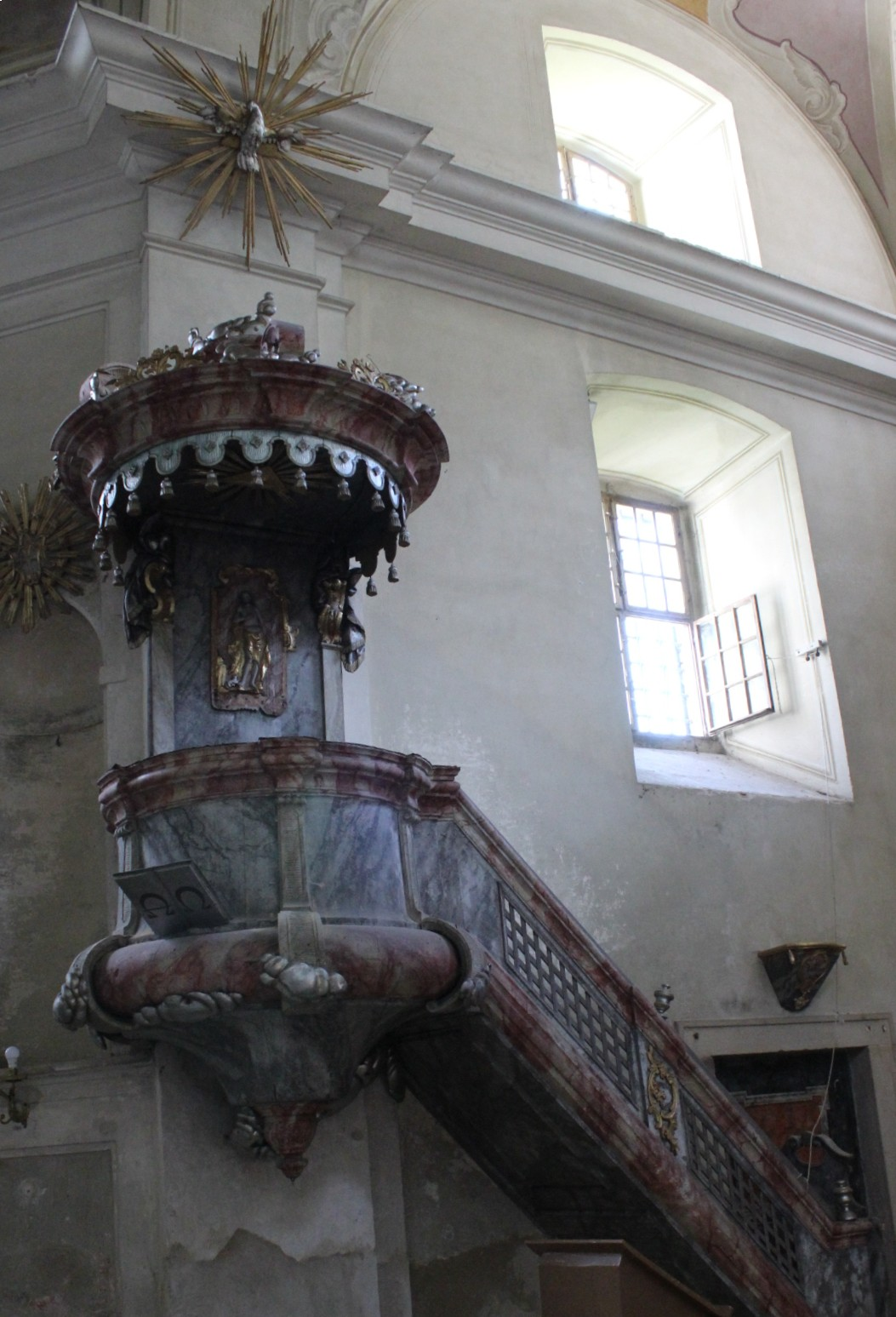
Ambona
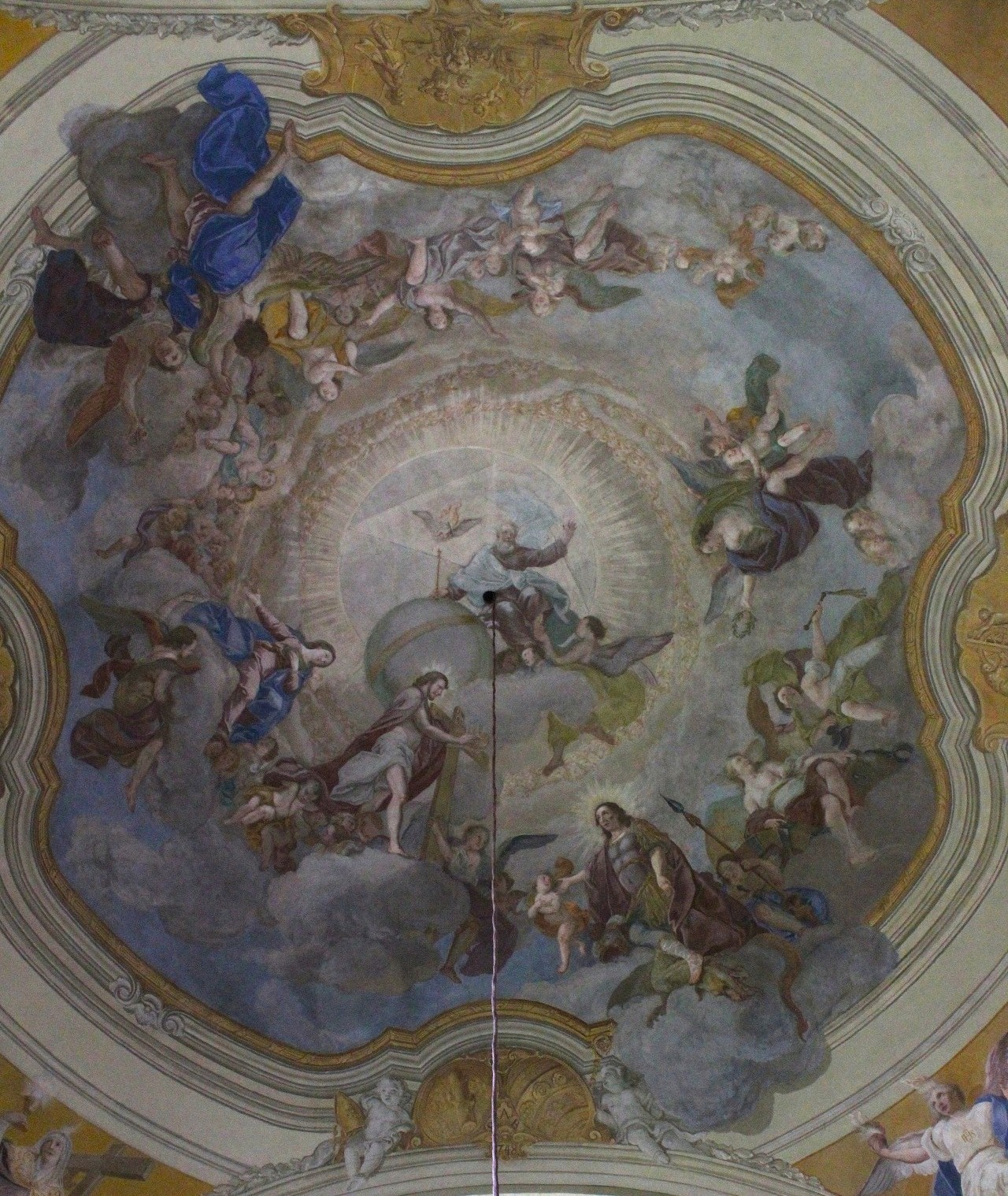
Fresk
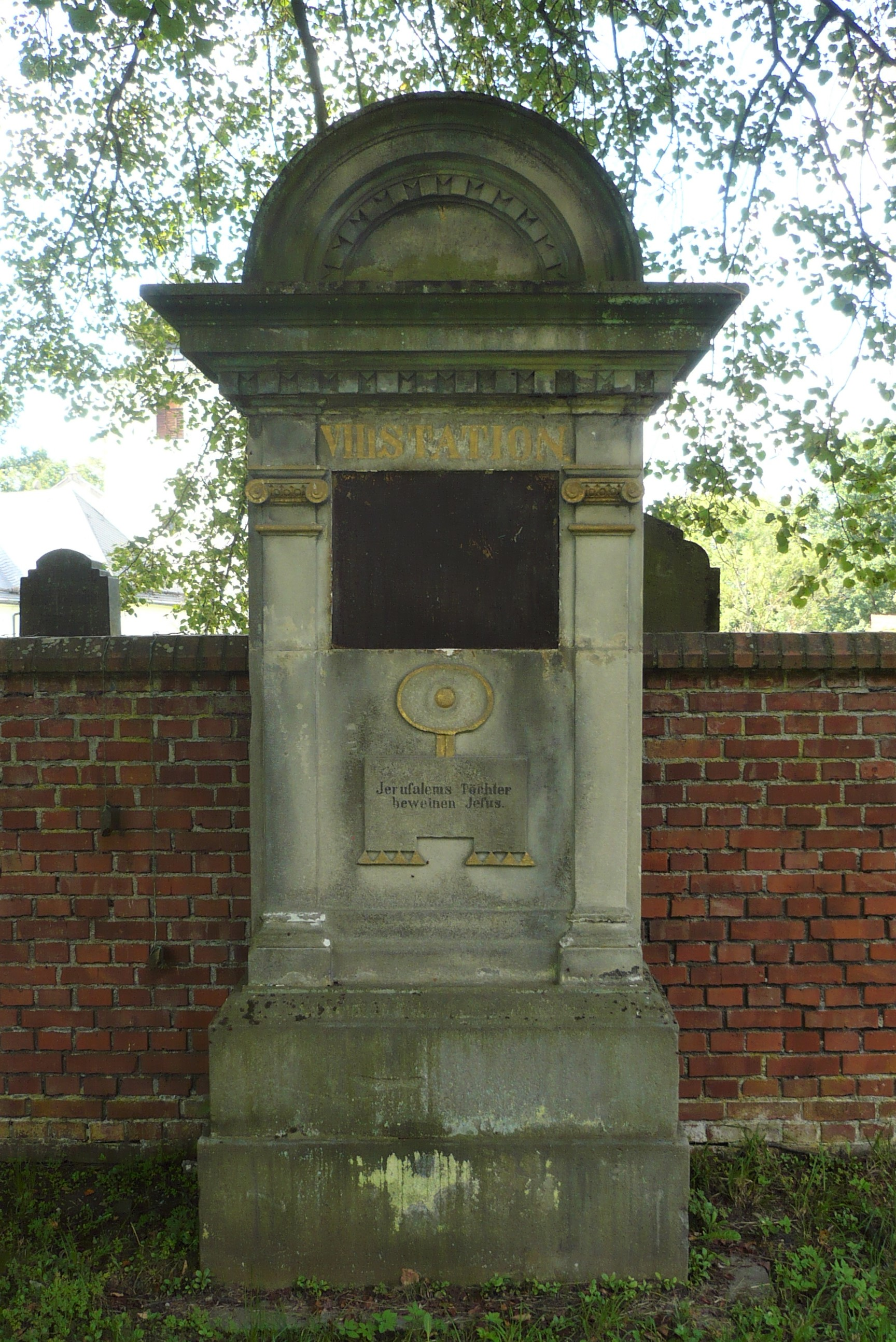
Stacja drogi krzyżowej
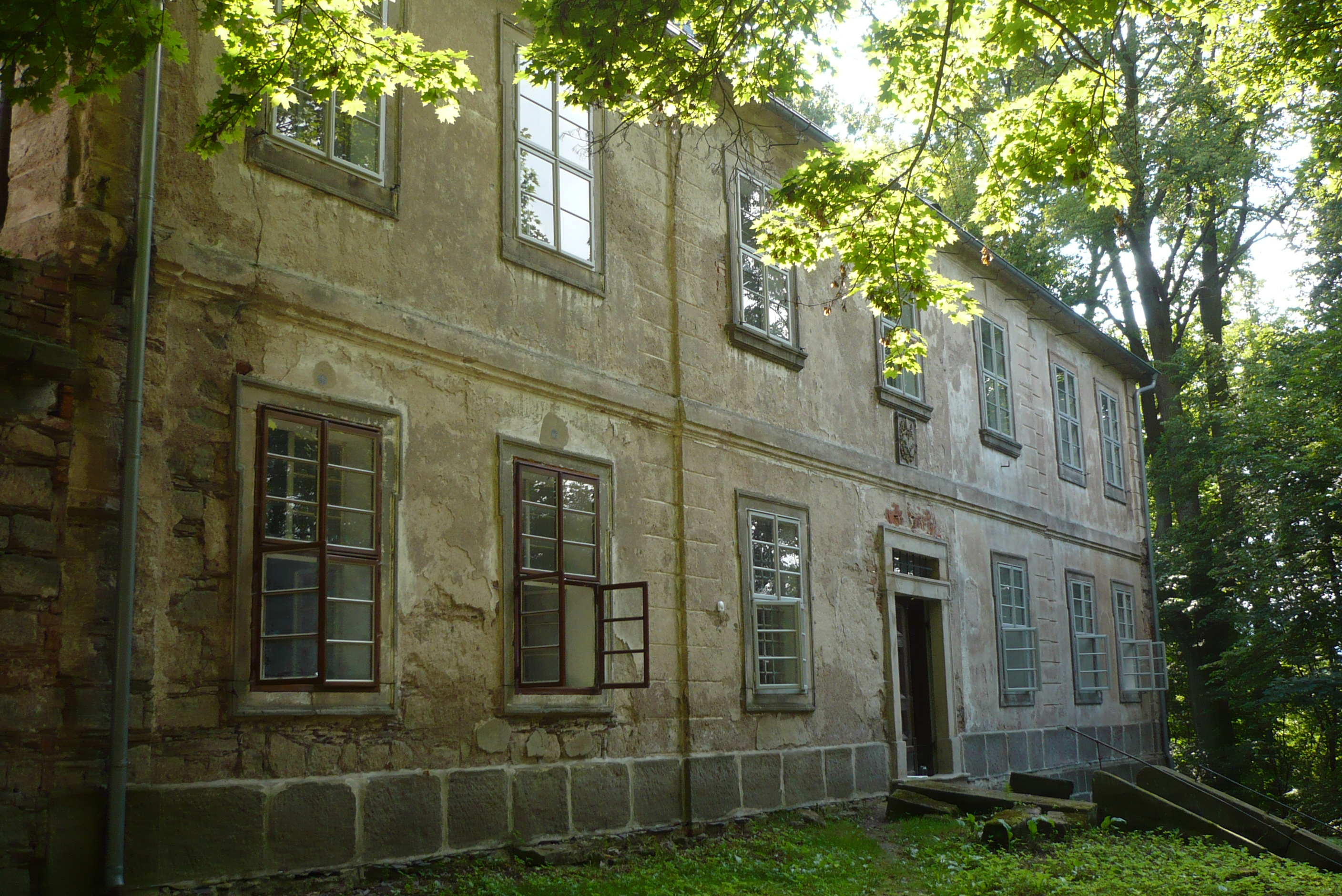
Plebania w Martínkovicach
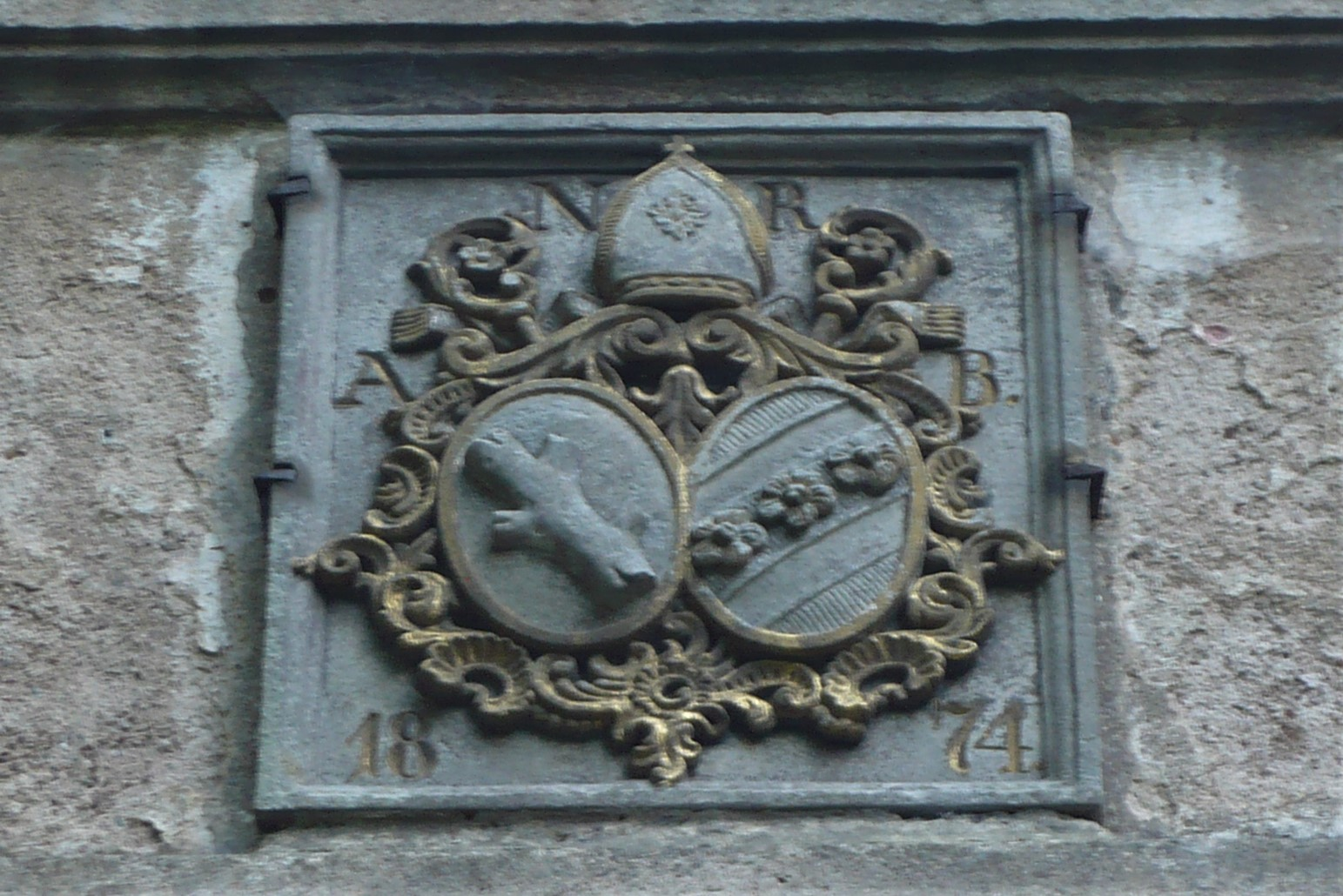
Herb Rottera na plebanii (1874, NRAB)
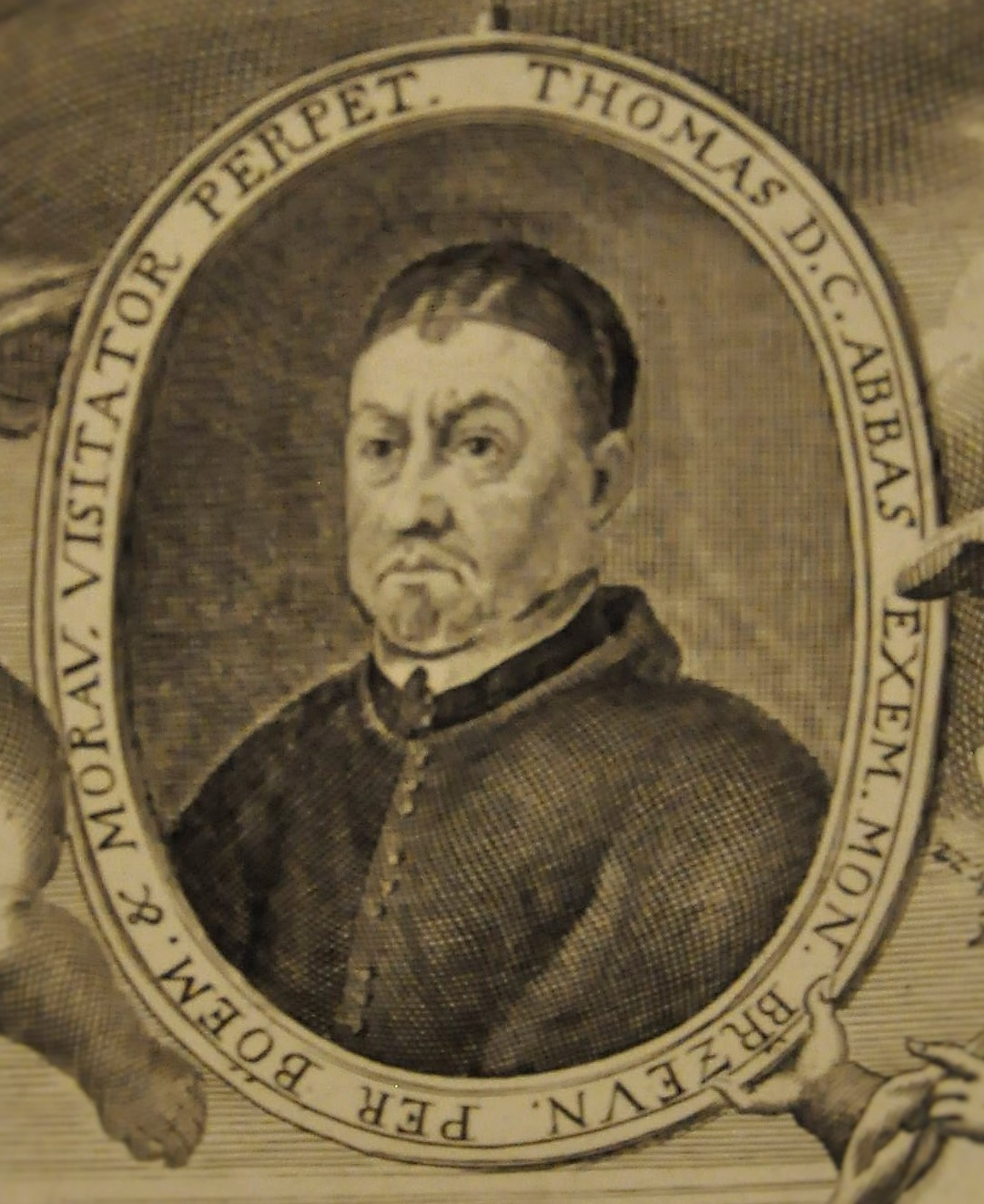
Thomas Sartorius